# Burgtor

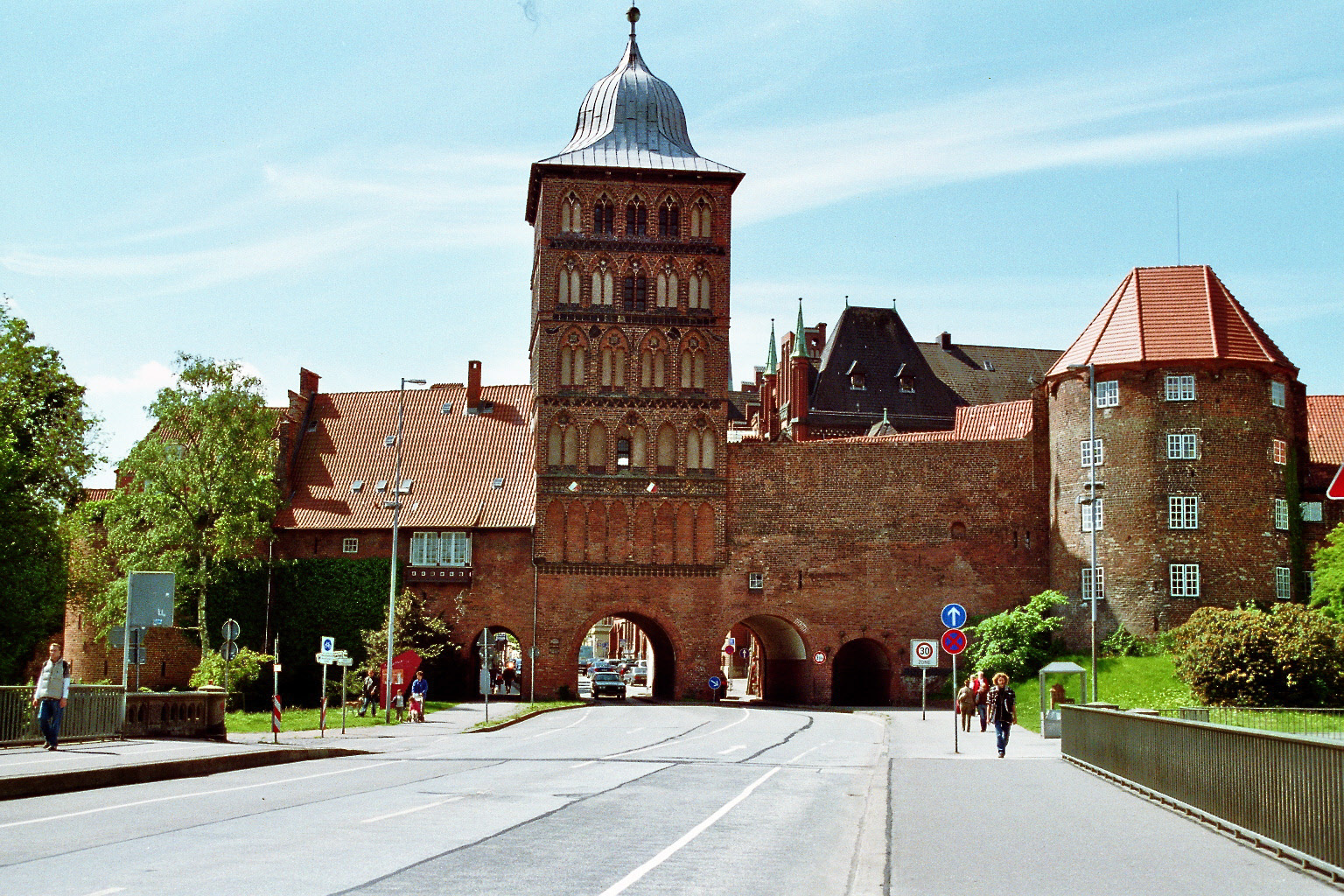
De Burgtor

De Burgtor is een van de twee overgebleven toegangspoorten tot de Duitse hanzestad Lübeck. De andere is de Holstentor.
Dit laat-gotische bouwwerk bestaat uit een toren met een toegangspoort er in en werd in 1444 gebouwd. Het barok helmachtig dak werd er in 1685 bovenop gebouwd.